# سيمون لامبرت
سيمون لامبرت (بالإنجليزية: Simon Lambert)‏ هو لاعب قذف أيرلندي، ولد في 26 أكتوبر 1988 في دبلن في جمهورية أيرلندا.